# Block (Neuwied)
Block ist ein Stadtteil und ein Ortsbezirk von Neuwied in Rheinland-Pfalz. Bis zur Eingemeindung in die Stadt Neuwied gehörte Block als Ortsteil zur Gemeinde Heimbach-Weis.

## Lage
Der Stadtteil liegt in den Niederungen des Neuwieder Beckens östlich der Innenstadt. Nordöstlich von Block liegt der Stadtteil Heimbach-Weis, östlich liegt der Stadtteil Engers. Im Süden grenzt Block an den Rhein. Zum Ortsbezirk Block gehören die Wohnplätze Burghof und Sayntal.

## Geschichte
Von der Jungsteinzeit (3000 bis 2000 v. Chr.) bis zur fränkischen Zeit belegen Funde, dass Block schon früh besiedelt war. Aus dem Mittelalter ergaben sich kleine Funde. In der Zeit der Stadtgründung von Neuwied (1653) wurde hier kaum gesiedelt. Eine wirkliche Besiedlung ist auf den später einsetzenden Bimsabbau zurückzuführen. Zu Beginn des 20. Jahrhunderts wurden hier von 1.000 Arbeitern jährlich bis zu 110 Millionen Schwemmsteine hergestellt, der Bimsabbau erfolgte überwiegend in Handarbeit.
Der Ort Block erhielt seinen Namen von der um 1867 erbauten Blockstation der rechtsrheinischen Eisenbahnlinie zwischen Neuwied und Engers.

## Eingemeindung
Der Ort gehörte bis zur Eingemeindung in die Stadt Neuwied zur Gemeinde Heimbach-Weis in der ehemaligen Verbandsgemeinde Engers. Im Zuge der Mitte der 1960er Jahre begonnenen rheinland-pfälzischen Gebiets- und Verwaltungsreform wurde durch das „Achte Landesgesetz über die Verwaltungsvereinfachung im Lande Rheinland-Pfalz“ vom 28. Juli 1970, das am 7. November 1970 in Kraft trat, die Verbandsgemeinde Engers aufgelöst und die Gemeinde Heimbach-Weis der neuen Stadt Neuwied zugeordnet. Mit Beschluss des Stadtrats Neuwied vom 22. Januar 1971 wurde Block ein Stadtteil, welcher durch einen Ortsbeirat und einen Ortsvorsteher vertreten wird.
Das wappenähnliche Logo des Stadtteils Block fand nie Verwendung im Sinne eines amtlichen Wappens.

## Politik

### Ortsbeirat
Der Ortsbeirat in Block besteht aus 4 Ratsmitgliedern, die bei der Kommunalwahl am 9. Juni 2024 in einer Mehrheitswahl gewählt wurden, und der ehrenamtlichen Ortsvorsteherin als Vorsitzender.
Die Sitzverteilung im Ortsbeirat:
| Wahl | SPD               | FWG               | WGF               | Gesamt  |
| ---- | ----------------- | ----------------- | ----------------- | ------- |
| 2024 | per Mehrheitswahl | per Mehrheitswahl | per Mehrheitswahl | 4 Sitze |
| 2019 | –                 | –                 | 4                 | 4 Sitze |
| 2016 | 4                 | –                 | –                 | 4 Sitze |
| 2014 | 3                 | 1                 | –                 | 4 Sitze |
| 2009 | 3                 | 1                 | –                 | 4 Sitze |

- FWG = Freie Wählergruppe Neuwied e.V.
- WGF = Wählergruppe Fogel e.V.

### Ortsvorsteher
Ehrenamtliche Ortsvorsteherin ist Judith Fogel. Bei der Direktwahl am 9. Juni 2024 wurde als einzige Bewerberin mit einem Stimmenanteil von 80,9 % für weitere fünf Jahre in ihrem Amt bestätigt.

## Sehenswürdigkeiten

Pfarrkirche Hl. Familie im Stadtteil Block

- katholische Pfarrkirche Heilige Familie mit großen Betonglasfenstern